# سیارک ۳۰۸
سیارک ۳۰۸ (به انگلیسی: 308 Polyxo) سیصد و هشتمین سیارک کشف شده‌است که در ۳۱ مارس ۱۸۹۱ و در مارسی کشف شد.
قدر مطلق سیارک برابر ۸٫۱۷ است.